# Frank Sokollik

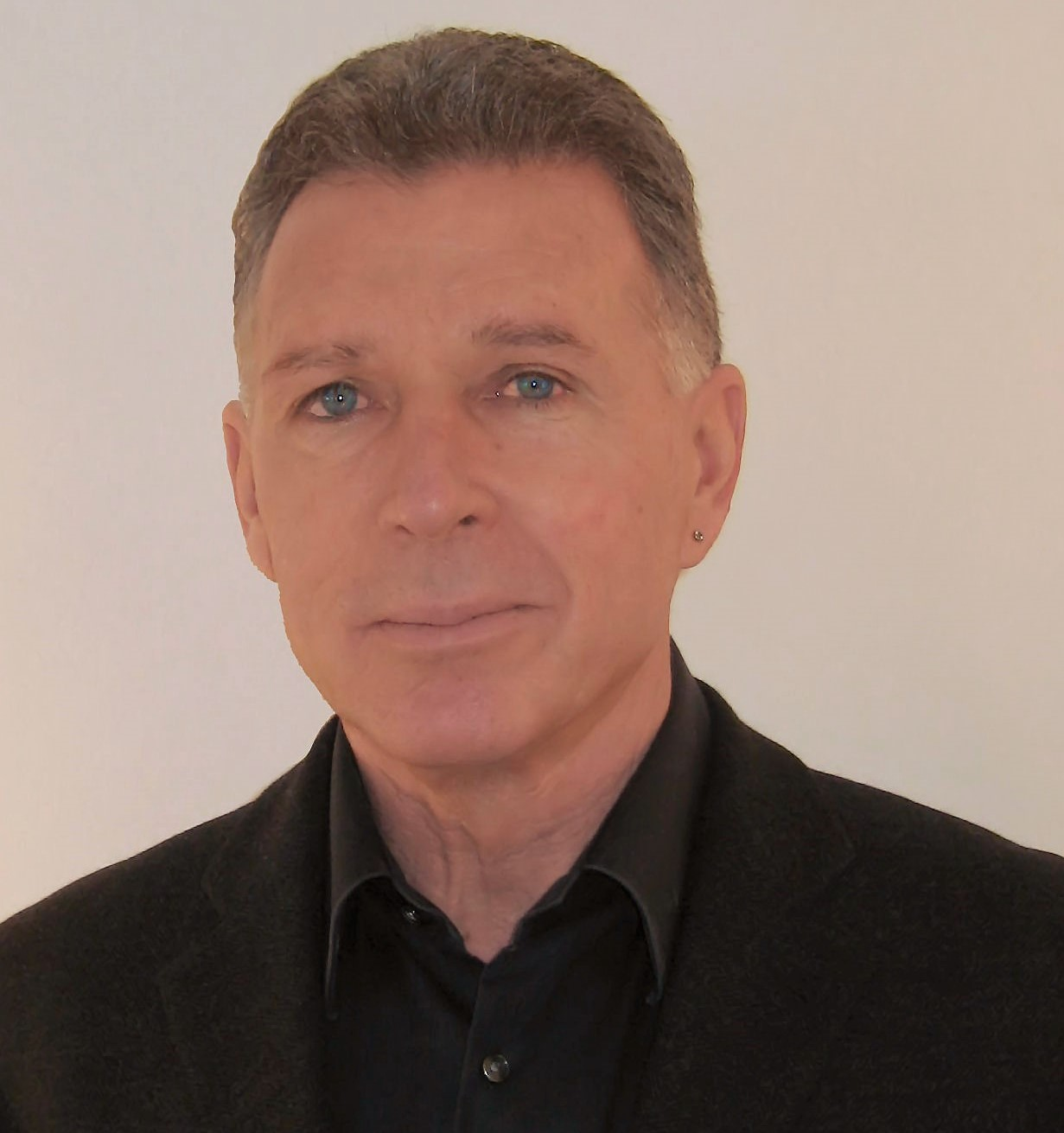
Frank Sokollik (2014)

Frank Sokollik (* 20. Dezember 1949 in Merseburg) ist ein deutscher Ingenieur und Professor für Automatisierungstechnik. Er widmet sich insbesondere der Forschung sowie der Ausbildung von Ingenieuren auf dem Fachgebiet Automatisierung für verfahrenstechnische und gebäudetechnische Prozesse.

## Werdegang
Frank Sokollik wurde in Merseburg geboren. Hier besuchte er von 1956 bis 1964 die Grundschule und danach die Erweiterte Oberschule, wo er 1968 sein Abitur ablegte. Parallel zur normalen schulischen Ausbildung mit dem Ziel des Abiturs erlernte er den Beruf eines MSR-Mechanikers, und dies war ausschlaggebend für seinen späteren Studienwunsch.
Sein Studium führte ihn 1968 an die Technische Hochschule Ilmenau, wo er die Studienrichtung Technische Kybernetik mit der Spezialisierung Automatische Steuerung am Lehrstuhl von Karl Reinisch belegte. Während seiner Studentenzeit lernte er auch die „Väter der Automatisierung“ Heinrich Kindler aus Dresden und Winfried Oppelt aus Darmstadt kennen. Im Jahre 1972 schloss er das Studium mit der Diplomarbeit zum Thema „Statische Optimierung in hierarchischen Systemen bei unbekannten Prozessmodellen“ mit Auszeichnung ab.
Unmittelbar danach begann er seine Tätigkeit als wissenschaftlicher Assistent an der Sektion Verfahrenstechnik, Wissenschaftsbereich Automatisierungstechnik (Leiter: Georg C. Brack) der Technischen Hochschule Leuna-Merseburg. Die Arbeit mit seinem akademischen Lehrer Georg Brack war prägend für seine weitere berufliche Tätigkeit. Hier erlernte er völlig neue Herangehensweisen zur Automatisierung verfahrenstechnischer Prozesse. Die Dissertation zum Thema „Identifikation von Systemen mit verteilten Parametern“ schloss er 1975 ab und verteidigte sie im Jahr 1976 mit dem Prädikat „magna cum laude“. Nach dem Abschluss der Dissertation ging er 1975 zum Institut für Elektroanlagen (IEA) nach Berlin.
Im Jahre 1976 kam er wieder an die Technische Hochschule Merseburg und wurde dort wissenschaftlicher Assistent und später Oberassistent am Lehrstuhl von Georg Brack. Neben der damit verbundenen Lehrtätigkeit, widmete er sich in der Forschung dem Gebiet der „Steuerung hierarchischer Systeme“. Dies führte zu der Habilitationsschrift mit dem Thema „Steuerungsprobleme bei der operativen Lenkung der Produktion“ (Dissertation B, später in Habilitation gewandelt), die er im Jahr 1983 erfolgreich verteidigte. Zur Umsetzung dieser Arbeiten nahm er 1981 eine Praxistätigkeit in den Leuna-Werken in Leuna auf.

## Wirken als Automatisierungstechniker in der Industrie
Sokollik arbeitete nach seiner Promotion in den Jahren 1975 und 1976 im Institut für Elektroanlagen (IEA) Berlin, einer zentralen Forschungs- und Entwicklungseinrichtung der Elektroindustrie mit ca. 800 Beschäftigten. Dieses Institut gehörte zum Kombinat Automatisierungsanlagen Berlin. Hier war er mit der Entwicklung von standardisierten Schnittstellen in rechnergestützten Automatisierungsanlagen befasst.
Später war er in den Jahren von 1981 bis 1983 in der chemischen Großindustrie in den Leuna-Werken, die damals rd. 30.000 Beschäftigte hatten, als Gruppenleiter für Forschung und Entwicklung tätig. Hauptgegenstand seiner Arbeit war die Entwicklung eines Leitsystems zur optimalen Dampfverteilung für den gesamten Werksverbund.  Diese Praxistätigkeit stand im engen fachlichen Zusammenhang mit der vorher bearbeiteten Habilitationsschrift.
Im Jahr 1983 beendete er die Tätigkeit an der Hochschule Merseburg und begann als Abteilungsleiter für Steuerungstechnik, später als Betriebsteilleiter am Wissenschaftlich-Technischen Betrieb Keramik (WTK) Meißen, Betriebsteil Langewiesen bei Ilmenau in Thüringen eine langjährige Tätigkeit auf dem Gebiet der Automatisierung von Prozessen zur Herstellung von Porzellan. Dieses Unternehmen gehörte zum Kombinat Feinkeramik Kahla in Thüringen.
Richtungsweisend für die Automatisierung von Brennprozessen in der Keramikindustrie für ganz Deutschland waren seine Entwicklungsarbeiten zur rechnergestützten Steuerung von Tunnelöfen und Herdwagenöfen. Erstmals gelang ihm mit seinem Team eine rechnergestützte Automatisierung des Porzellanbrandes in der weltweit bekannten Porzellanmanufaktur Meißen.
Mit dem Ende der DDR kam 1991 auch das Ende dieses Unternehmens WTK, und Sokollik orientierte sich in der Zeit bis 1996 in verschiedenen Industriezweigen und war auch als Unternehmer tätig.

## Wirken als Professor

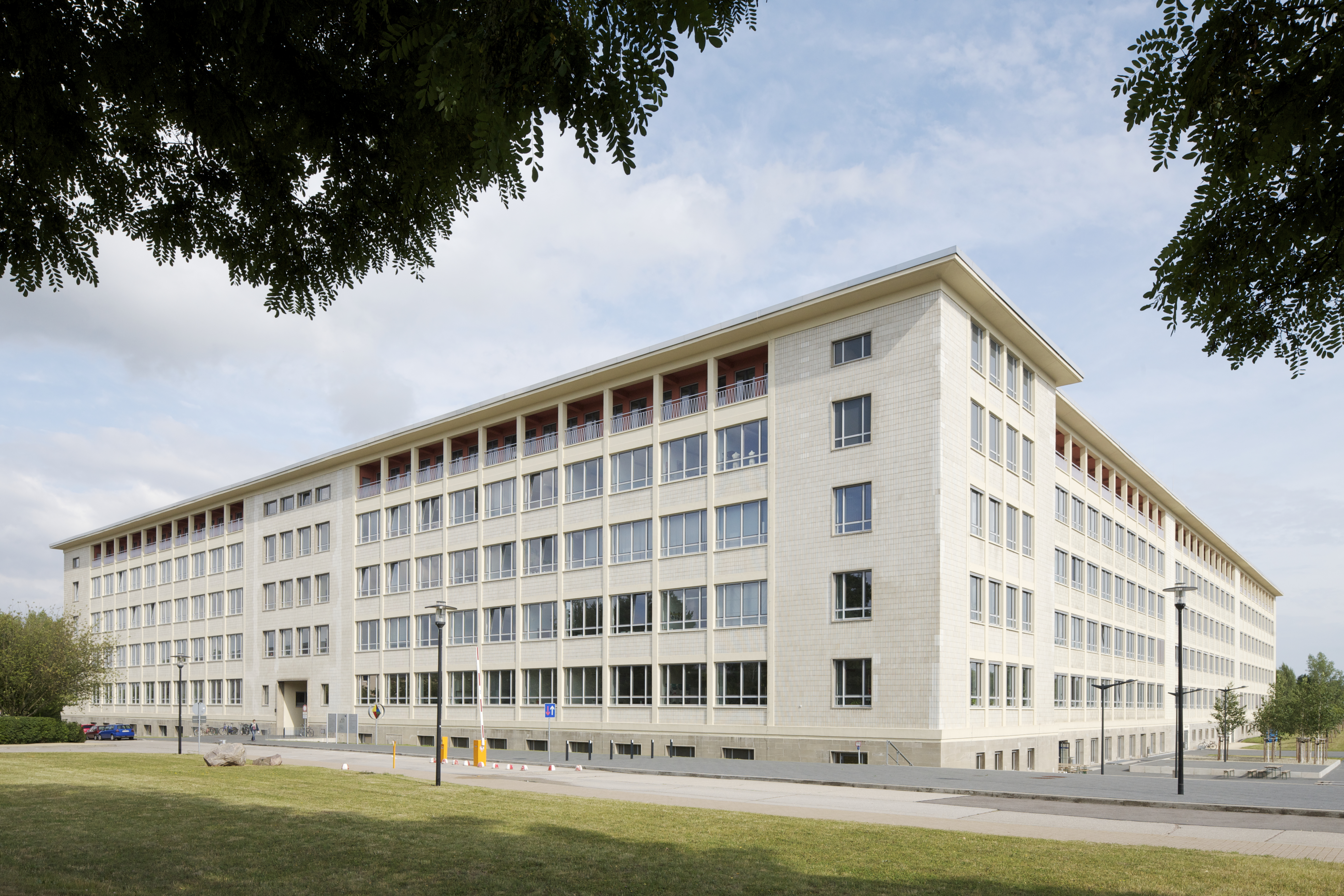
Hochschule Merseburg – Hauptgebäude auf dem Campus

Im Jahr 1996 nahm Sokollik eine nebenamtliche Lehrtätigkeit als Professor für Automatisierungstechnik an der Hochschule Merseburg auf, und er wurde dann im Jahr 1997 zum Professor im Fachbereich Elektrotechnik dieser Hochschule berufen.
Die Hochschullehre von Sokollik umfasste u. a. Vorlesungen auf den Gebieten Regelungstechnik, Prozess- und Gebäudeautomation, Modellbildung und Simulation, Zustandsregelung und nichtlineare Regelung sowie Messtechnik. Hier hat er die Ausbildung von Diplom-Ingenieuren in der im deutschsprachigen Raum eher seltenen Spezialisierung für Automatisierungsanlagen für verfahrenstechnische Prozesse maßgeblich mitgestaltet. Hinzu kam später noch die Spezialisierung Gebäudeautomation unter seiner Federführung. In Kooperation mit seinen Professorenkollegen Werner Kriesel, Peter Cschornack, Peter Helm, Tatjana Lange und Rainer Winz sind hierzu Praktikumseinrichtungen auf dem Niveau von industrienahen automatisierten Anlagen der Verfahrenstechnik und der Klimatechnik entstanden, die ein Alleinstellungsmerkmal gegenüber vergleichbaren Hochschuleinrichtungen im deutschsprachigen Raum darstellen und zur Profilierung der Studienrichtung Automatisierungstechnik im Studiengang Elektrotechnik beitragen.
Sokollik bearbeitete als Hochschullehrer in seinen Forschungsarbeiten eine Reihe von Wissenschaftsgebieten. Er entwickelte eine eigenständige industrienahe Forschungstätigkeit mit mehreren Partnern. Für neuartige Verfahren zur Regelung und Steuerung  entstanden praxistaugliche Lösungen, die auch an der eigens geschaffenen industrienahen hochautomatisierten Klima- und Lüftungsanlage zur Dauererprobung eingesetzt wurden. Er unterhielt bei seinen Arbeiten für die Anlagenautomatisierung enge Fachkontakte zu Dominik Surek, Leiter des An-Instituts Fluid- und Pumpentechnik (FPT) im Fachbereich Ingenieur- und Naturwissenschaften (INW), und er kooperierte auch mit dem Mechatroniker Manfred Lohöfener, der später dort zum Dekan gewählt wurde.
Insbesondere mit seinen Arbeiten auf dem Gebiet der Hardware-in-the-Loop-Lösungen für die Steuerung von Lüftungsanlagen gelang ihm eine bis dahin nicht bekannte Herangehensweise. Aus einem üblichen CAE-System zur Planung der Automation von Lüftungsanlagen wird automatisch eine Simulation erzeugt und in einer eigenen Simulationsumgebung simuliert. Die Kopplung zwischen der Simulation und der zu testenden Steuerung wird ohne eine aufwändige Verdrahtung über gängige Bussysteme realisiert.
Mit seiner patentierten Entwicklung eines Verfahrens zur optimalen Steuerung und Regelung von Klimaanlagen gelingt ein energieeffizienter Betrieb von Klimaanlagen.
Seine wissenschaftlichen Veröffentlichungen umfassen neben zahlreichen nationalen und internationalen Fachvorträgen über 25 Artikel in Fachzeitschriften sowie Patente und die Beteiligung an mehreren Buchpublikationen.

## Schriften (Auswahl)
- Identifikation von Systemen mit verteilten Parametern. messen, steuern, regeln, Berlin. Jg. 17, Nr. 8, 1974, S. 271–273.
- Zur Parameterschätzung von Systemen mit verteilten Parametern mittels On-line-Verfahren. messen, steuern, regeln, Berlin. Jg. 19, Nr. 3,1976, S. 84–87.
- Zur optimalen Wahl der Messorte bei der Parameterschätzung von Systemen mit verteilten Parametern. messen, steuern, regeln, Berlin. Jg. 19, Nr. 6, 1976, S. 194–195.
- Ein Verfahren zur Gewinnung aktiver Experimente für die Parameterschätzung von Systemen mit verteilten Parametern. messen, steuern, regeln, Berlin. Jg. 20, Nr. 4, 1977, S. 199–200.
- Zum Entwurf von On-line-Steuerungen verfahrenstechnischer Prozesse. Wiss. Berichte der TH Leipzig 1978, Nr. 26, S. 15–19 (mit Metzing, P.).
- Aufgaben der technischen Kybernetik bei der operativen Lenkung der Produktion. messen, steuern, regeln, Berlin. Jg.  22 Nr. 11, 1979, S. 604–607 (mit Brack, G.).
- Zur Anwendung von Straffunktionen bei der Optimierung verfahrenstechnischer Systeme. Wiss. Zeitschrift der TH Leuna-Merseburg. Jg. 21, Nr. 2, 1979, S. 230–239 (mit Grauer, M.; Metzing, P.).
- Optimale Steuerung des stationären Verhaltens einer Zweistoffdestillationskolonne. messen, steuern, regeln, Berlin. Jg. 22, Nr. 3, 1979, S. 131–136 (mit  Metzing, P.).
- Zum Entwurf von On-line-Steuerungen verfahrenstechnischer Prozesse. Wiss. Zeitschrift der TH Leuna-Merseburg. Jg. 22, Nr. 1, 1980, S. 86–90  (mit Metzing, P.).
- Bedingungen für optimierungsauslösende Situationen bei der optimalen On-line-Steuerung verfahrenstechnischer Anlagen. Wiss. Zeitschrift der TH Leuna-Merseburg. Jg. 22, Nr. 1, 1980, S. 86–90.
- Verteilung begrenzter Ressourcen. messen, steuern, regeln, Berlin. Jg. 24, Nr. 7, 1981, S. 387–392.
- Die ingenieurtechnischen Aufgaben bei der operativen  Lenkung der Produktion. Chemische Technik, Jg. 34, Nr. 2, 1982, S. 61–63 (mit Brack, G.).
- Hierarchische Steuerungen zur operativen Lenkung Großer Systeme. messen, steuern, regeln, Berlin. Jg. 27, Nr. 5, 1984, S. 194–197 (mit Brack, G.).
- Möglichkeiten und Probleme der operativen Steuerung mit regelbasierenden Beratungssystemen – ein Anwendungsfall aus der keramischen Industrie. messen, steuern, regeln, Berlin. Jg. 31, Nr. 10, 1988, S. 447–453 (mit Böhme, D.; Hoffmeyer-Zlotnik, H.-J., Wernstedt, J.; Winkler,W.).
- Rechnergestützte Steuerung von Tunnelöfen. Silikattechnik, Jg. 39, Nr. 4, 1988, S. 134–135 (mit Mahlendorf, R.; Laudan, U.).
- Simulation von Tunnelöfen. Silikattechnik, Jg. 39, Nr. 5, 1988, S. 171–172 (mit Wätzel,Th.).
- Optimale Steuerung und Regelung von Klimaanlagen. Teil 1: HLH Lüftung/Klima – Heizung/Sanitär – Gebäudetechnik, Jg. 52, Nr. 5, 2001, S. 44–49; Teil 2: Nr. 7, S. 42–45 (mit Birnbaum, V.; Heibel, M.).
- Entwicklung einer simulations-basierenden Entwicklungsumgebung für Steuerungen / Regelungen von Klimaanlagen. In: Forschungsberichte der Hochschule Merseburg, 2004/2005, S. 19–22. (mit Richter, A., Reuter, T.).
- Hardware In The Loop in der Gebäudeautomation (HILGA). In: Forschungsberichte der Hochschule Merseburg, 2008/2009 (mit Richter, A.).
- KNX/EIB für die Gebäudesystemtechnik in Wohn- und Zweckbau. Hüthig Verlag, Heidelberg 5. Auflage 2009 (mit Kriesel, W.; Helm, P., Seela, R.). ISBN 978-3-7785-4054-1.
- Entwicklung einer Simulationsumgebung für Hardware In The Loop (HiL)-Lösungen zur Automation raumlufttechnischer Anlagen. Abschlussbericht zum FHprofUnd-Forschungsprojekt, veröffentlicht bei TIB Hannover, 2011 (mit Richter, A.; Luster, A.).
- Hardware–in–the–Loop–Lösungen für die Raumautomation, Heizungs- und Kältetechnik. Abschlussbericht zum FHprofUnt-Forschungsprojekt, veröffentlicht bei TIB Hannover, 2013 (mit Richter, A., Surek, D., Thiericke, Ch.).
- Automation von RLT-Anlagen. HLH Lüftung/Klima – Heizung/Sanitär – Gebäudetechnik, Jg. 64, Nr. 5, 2013, S. 71–73. (mit Richter, A.).
- Arbeitskreis der Professoren für Regelungstechnik (Hrsg.): Digitale Gebäudeautomation. Springer-Verlag, Berlin, Heidelberg, New York 3. Auflage 2004, ISBN 3-540-00469-6.
- Verfahren und Vorrichtung zur Steuerung von Lufttemperatur und Luftfeuchte in Räumen mittels einer Klimaanlage. Europäische Patentanmeldung 2002.
- Verfahren und Vorrichtung zur Steuerung der Luftparameter in Räumen mittels Klimaanlage. Europäische Patentanmeldung 2014.
- KNX für die Gebäudesystemtechnik in Wohn- und Zweckbau. VDE Verlag, Berlin; Offenbach, 6., neu bearbeitete und erweiterte Auflage 2017, ISBN 978-3-8007-4033-8 (Buch), ISBN 978-3-8007-4055-0 (E-Book). (mit Helm, P. und Seela, R.).